# VVER

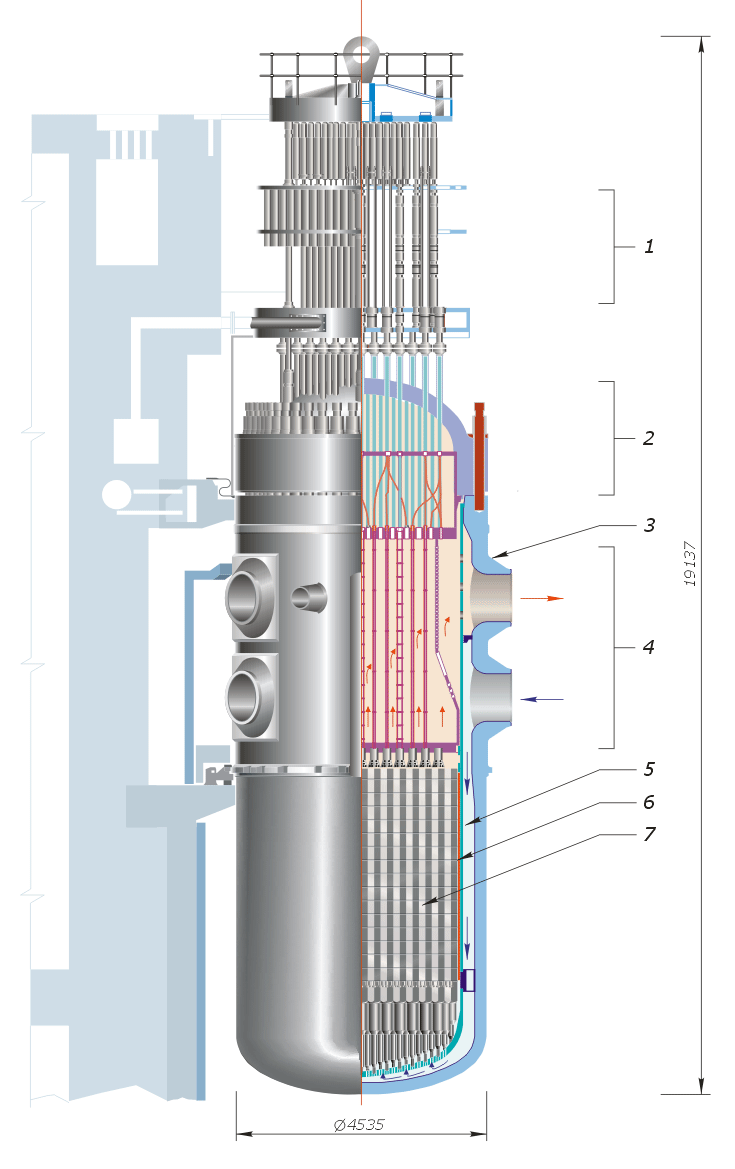
WWER-1000 (혹은 러시아어의 로마자 표기를 따라서 VVER-1000 혹은 ВВЭР-1000)의 노심 도해도

VVER 혹은 러시아형 가압수형 원자로는 러시아에서 개발한 원자로로, 러시아 어 Водо-водяной энергетический реактор, Vodo-Vodyanoi Energetichesky Reactor 혹은 Water-Water Energetic Reactor의 첫글자를 따서 VVER, WWER이라고 부르며, 아르메니아, 불가리아, 중국, 체코, 핀란드, 동독, 헝가리, 인도, 이란, 슬로바키아, 우크라이나, 러시아 연방 등지에서 사용되고 있다.
초기의 VVER은 1970년대 전반에 건설되었다. VVER-440 모델 V-230은 440와트급으로, 원자로 격납용기와 충분한 비상 노심 냉각 장치가 존재하지 않았다. 그 후 나온 V-213 모델은 원자력 안전기준을 채용한 소련에서 개발한 최초의 원자로였다. V-213원자로는 보조 급수펌프와 더불어 비상 노심 냉각장치를 설치하여, 사고 국소화 체계가 향상되었다. 또한 1000MV급의 VVER-1000은 1975년 이후에 개발되었는데, 이 원자로는 서구의 원자로와 비슷하게 4개의 급수회로와 더불어 살수를 통한 비상 노심 냉각 장치가 달린 원자로 격납용기를 갖춘 최초의 원자로이다. VVER 원자로의 디자인은 자동제어의 추가와 피동적 안정성, 격납용기 체제를 갖춰서 서구의 3세대 원자로와 비슷한 수준의 안전수준을 갖춘 원자로로 본다.
또한 가압수형 원자로란 특징때문에 VVER 시리즈의 크기를 줄여서 소련 해군과 러시아 해군에서 이 원자로를 군함과 원자력 잠수함의 동력원으로 사용하기도 하였다.
VVER은 가압수형 원자로로써, 연료봉은 15 MPa의 압력을 받고 있는 물안에 잠겨있어서 220도에서 300도사이의 온도를 끌어낸다. 원자로는 무거운 압력용기에 감싸져 있다. 연료는 저농축(2.4–4.4% 235U) 우라늄 산화물(UO2)으로 펠릿으로 만들어져 연료봉에 장전하게 된다.

## 원자로 안전 시설

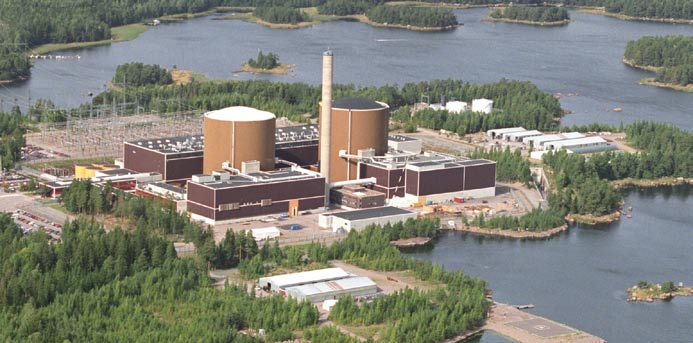
핀란드 로비사 원자력 발전소의 전경. 이 원자력 발전소엔 2기의 VVER-440 원자로가 있는데, 이 원자로의 격납용기는 서구의 안전기준에 적합하다.

VVER-440 원자로의 경우엔 설계기준상으론 격납용기가 포함되어 있지 않다(다만, 핀란드 Loviisa 원자력 발전소의 VVER-440 원자로의 경우엔 격납용기가 존재한다.). 구 소련이 붕괴되면서 VVER-440 원자로의 경우엔 여러 가지 문제점들이 발견되어 현재 조치 중에 있으며, 현재 운전 중인 VVER-1000 형 원자로의 경우엔 강화된 안전기준(원자로 격납용기, 향상된 비상 노심 냉각 장치)을 적용하여 서구의 3세대 원자로의 안전기준에 적합하고 있다.

## VVER-1000원자로의 수명
최초로 건설된 VVER 디자인의 예상 운전수명은 35년으로 예정되었으며, 중간에 연료봉 및 제어봉의 채널과 같은 중요 부분의 완전한 교체가 필요할 것으로 예상하였다. RBMK 원자로의 주요 대체 프로그램을 35년으로 지정한후, 디자이너들은 VVER의 디자인이 RBMK보다 뛰어남에도 불구하고, 35년으로 운전 기한을 잡았다. 러시아의 대부분의 VVER 발전소는 35년에 이르렀거나, 아님 35년을 넘긴 상태이다. 최근의 많은 연구로 인해서 시설의 교체로 50년 정도를 더 운전할 수 있게 되었으며, 새로운 VVER의 수명은 더 연장되었다.

## VVER-1200
VVER-1200은 VVER-1000의 개량형으로, 내수용과 수출을 위해서 만들어졌다. VVER-1200은 전력 생산단가가 킬로와트당 1200달러정도이며, 54개월의 건설기간, 그리고 50년의 운전기간 동안 90%이상의 효율을 뽑아낼수 있는 능력을 갖추었다. VVER-1200은 1200MWe의 전력을 생산할 수 있다. 안전성 면에서는 격납용기와 더불어 미사일 차폐가 가능하다. VVER-1200은 또한 비상 디젤 발전기, 비상 노심 냉각체계, 개량된 연료봉 장전 장치, 컴퓨터화된 원자로 관리 시스템, 예비 냉각수 보충 시스템과 SCRAM을 갖추었다. 원자로와 부가적인 시스템은 하나의 건물에 들어가 있고, 나머지 건물엔 터보발전기를 설치하는 구조로 되어 있다.
VVER-1200에서 냉각재 상실사고가 발생하거나, 발전기가 30초이상 가동을 하지 않게 되면, 30초 동안은 잔여 전기로 시스템이 돌아가게 되고, 그 이후엔 비상용 디젤 발전기가 가동하여 원자로의 냉각수 흐름을 유지시킨다. 또한 VVER-1200의 디자인은 연료 효율의 최적화를 위해 다듬어졌다.